# Klingeldraht
Unter Klingeldraht oder Klingelleitung versteht man dünne, meist massive und verdrillte Stromleitungen für Schutzkleinspannung, die mit einem Kunststoffmantel isoliert sind. In Anlehnung an die Typenkurzzeichen von Leitungen wird Klingeldraht auch Y-Draht genannt. 

## Verwendungen

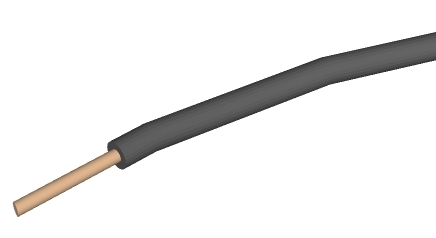
Klingeldraht

Klingeldraht wird als Signalleitung zwischen Signalgeber (beispielsweise einem Taster) und Signalempfänger (beispielsweise einer Klingel) verlegt. Die Leitung kann auf der Wandoberfläche (Aufputzverlegung), in der Putzschicht (Imputzverlegung) oder unter der Putzschicht (Unterputzverlegung) im Mauerwerk geführt werden. Zum besseren Schutz der Leitung kann der Klingeldraht in einem Installationsrohr verlegt werden. Die Kennzeichnung der Drähte erfolgt durch verschiedene Farben. So werden bei großen Installationsarbeiten in einem Neubau oft Telefonleitungen als Klingeldrähte verwendet, da in einem Kabel viele einzelne Leitungen oder Aderpärchen liegen, die unterschiedlich farblich kodiert sind.